# Amiclate
Amiclate viene citato in un episodio della Pharsalia (V, 515 segg.) di Lucano (I secolo d.C.). L'episodio narrato da Lucano tratta di questo povero pescatore dell'Epiro che, durante la guerra civile che infuriava tra Cesare e Pompeo, viveva tranquillo nella sua misera capanna; non aveva niente da perdere perciò non rimase per nulla turbato quando durante una notte, all'improvviso, Giulio Cesare in persona, l'uomo più potente dei suoi tempi, si presentò a lui che dormiva nella casupola.
Viene inoltre citato nella Divina Commedia di Dante Alighieri (Paradiso XI, v.68).